# Meyenburg
Meyenburg é um município da Alemanha, situado no distrito de Prignitz, no estado de Brandemburgo. Tem 50,62 km² de área, e sua população em 2019 foi estimada em 2.065 habitantes.